# Китерианополис
Китерианополис (порт. Quiterianópolis)  —  муниципалитет в Бразилии, входит в штат Сеара. Составная часть мезорегиона Сертойнс-Сеаренсис. Входит в экономико-статистический  микрорегион Сертан-ди-Кратеус. Население составляет 20 979 человек на 2008 год. Занимает площадь 1 040,955 км². Плотность населения — 18,8 чел./км².
Праздник города —  6 июня.

## История
Город основан 4 июня 1987 года. 

## Статистика
- Валовой внутренний продукт на 2003 составляет 30.982.243,00 реалов (данные: Бразильский институт географии и статистики).
- Валовой внутренний продукт на душу населения на 2003 составляет 1.629,62 реалов (данные: Бразильский институт географии и статистики).
- Индекс развития человеческого потенциала на 2000 составляет 0,625 (данные: Программа развития ООН).